# Julie Zogg
Julie Zogg (ur. 1 października 1992 w Weite) – szwajcarska snowboardzistka. W 2014 roku wystartowała na igrzyskach olimpijskich w Soczi, gdzie zajęła siódme miejsce w debiutującym na igrzyskach slalomie równoległym (PSL). Na rozgrywanych cztery lata później igrzyskach w Pjongczangu była szósta w gigancie równoległym (PGS). Była też między innymi czwarta w PGS i szósta w PSL na mistrzostwach świata w Kreischbergu w 2015 roku. Najlepsze wyniki w Pucharze Świata osiągnęła w sezonie 2014/2015, kiedy to zwyciężyła w klasyfikacji generalnej PAR i klasyfikacji PSL, a w klasyfikacji giganta równoległego była trzecia. Ponadto w sezonie 2017/2018 zajęła trzecie miejsce w klasyfikacji PSL. W sezonach 2018/2019, 2019/2020 oraz 2020/2021 zdobyła małą kryształową kulę za zwycięstwo w klasyfikacji PSL. Jako juniorka ma na swoim koncie 8 medali mistrzowskich: 5 złotych i 3 srebrne, które dają jej tytuł najbardziej utytułowanego sportowca mistrzostw świata juniorów w snowboardzie. W 2019 roku, na mistrzostwach świata w Park City wywalczyła złoty medal w slalomie równoległym. W 2023 roku powtórzyła sukces z mistrzostw świata w Park City i ponownie została mistrzynią świata w slalomie równoległym w gruzińskim Bakuriani.

## Osiągnięcia

### Igrzyska olimpijskie
| Miejsce | Dzień     | Rok  | Miejscowość | Konkurencja       | Zwyciężczyni    |
| ------- | --------- | ---- | ----------- | ----------------- | --------------- |
| 9.      | 19 lutego | 2014 | Soczi       | Gigant Równoległy | Patrizia Kummer |
| 7.      | 22 lutego | 2014 | Soczi       | Slalom Równoległy | Julia Dujmovits |
| 6.      | 24 lutego | 2018 | Pjongczang  | Gigant Równoległy | Ester Ledecká   |

### Mistrzostwa świata
| Miejsce | Dzień       | Rok  | Miejscowość   | Konkurencja                 | Zwyciężczyni         |
| ------- | ----------- | ---- | ------------- | --------------------------- | -------------------- |
| 22.     | 19 stycznia | 2011 | La Molina     | Gigant równoległy           | Alona Zawarzina      |
| 14.     | 21 stycznia | 2011 | La Molina     | Slalom równoległy           | Hilde-Katrine Engeli |
| 6.      | 22 stycznia | 2015 | Kreischberg   | Slalom równoległy           | Ester Ledecká        |
| 4.      | 23 stycznia | 2015 | Kreischberg   | Gigant równoległy           | Claudia Riegler      |
| 13.     | 15 marca    | 2017 | Sierra Nevada | Slalom równoległy           | Daniela Ulbing       |
| 10.     | 16 marca    | 2017 | Sierra Nevada | Gigant równoległy           | Ester Ledecká        |
| 18.     | 4 lutego    | 2019 | Park City     | Gigant równoległy           | Selina Jörg          |
| 1.      | 5 lutego    | 2019 | Park City     | Slalom równoległy           | -                    |
| 9.      | 1 marca     | 2021 | Rogla         | Gigant równoległy           | Selina Jörg          |
| 9.      | 2 marca     | 2021 | Rogla         | Slalom równoległy           | Sofija Nadyrszyna    |
| 7.      | 19 lutego   | 2023 | Bakuriani     | Gigant równoległy           | Tsubaki Miki         |
| 1.      | 21 lutego   | 2023 | Bakuriani     | Slalom równoległy           |                      |
| 3.      | 22 lutego   | 2023 | Bakuriani     | Slalom równoległy drużynowo | Włochy 2             |

### Puchar Świata

#### Miejsca w klasyfikacji generalnej
- sezon 2007/2008: 161.
- sezon 2009/2010: 59.
  - AFU/PAR[4]
- sezon 2010/2011: 12.
- sezon 2011/2012: 6.
- sezon 2012/2013: 218.
- sezon 2013/2014: 15.
- sezon 2014/2015: 1.
- sezon 2015/2016: 6.
- sezon 2016/2017: 10.
- sezon 2017/2018: 8.
- sezon 2018/2019: 4.
- sezon 2019/2020: 2.
- sezon 2020/2021: 3.
- sezon 2021/2022: 2.

#### Miejsca na podium w zawodach
1. Badgastein – 15 stycznia 2012 (slalom równoległy) – 2. miejsce
2. Stoneham – 22 lutego 2012 (gigant równoległy) – 3. miejsce
3. Moskwa – 3 marca 2012 (slalom równoległy) – 3. miejsce
4. La Molina – 10 marca 2012 (gigant równoległy) – 3. miejsce
5. Bad Gastein – 9 stycznia 2015 (slalom równoległy) – 3. miejsce
6. Sudelfeld – 7 lutego 2015 (gigant równoległy) – 2. miejsce
7. Asahikawa – 28 lutego 2015 (gigant równoległy) – 2. miejsce
8. Asahikawa – 1 marca 2015 (slalom równoległy) – 1. miejsce
9. Moskwa – 7 marca 2015 (slalom równoległy) – 2. miejsce
10. Pjongczang – 12 lutego 2017 (gigant równoległy) – 3. miejsce
11. Cortina d’Ampezzo – 16 grudnia 2017 (slalom równoległy) – 2. miejsce
12. Winterberg – 17 marca 2018 (slalom równoległy) – 3. miejsce
13. Cortina d’Ampezzo – 15 grudnia 2018 (gigant równoległy) – 2. miejsce
14. Moskwa – 26 stycznia 2019 (slalom równoległy) – 1. miejsce
15. Secret Garden – 24 lutego 2019 (slalom równoległy)  – 2. miejsce
16. Bannoje – 7 grudnia 2019 (slalom równoległy) – 1. miejsce
17. Bad Gastein – 14 stycznia 2020 (slalom równoległy) – 3. miejsce
18. Piancavallo – 25 stycznia 2020 (slalom równoległy) – 1. miejsce
19. Pjongczang – 22 lutego 2020 (gigant równoległy) – 1. miejsce
20. Scuol – 9 stycznia 2021 (gigant równoległy) – 3. miejsce
21. Bannoje – 7 lutego 2021 (slalom równoległy) – 1. miejsce
22. Rogla – 6 marca 2021 (gigant równoległy) – 3. miejsce
23. Berchtesgaden – 20 marca 2021 (slalom równoległy) – 1. miejsce
24. Bannoje – 12 grudnia 2021 (slalom równoległy) – 1. miejsce
25. Scuol – 8 stycznia 2022 (gigant równoległy) – 2. miejsce
26. Piancavallo – 12 marca 2022 (slalom równoległy) – 1. miejsce
27. Berchtesgaden – 19 marca 2022 (slalom równoległy) – 1. miejsce